# روجر بارك
روجر بارك (بالإنجليزية: Roger Park)‏ هو محامي أمريكي، ولد في 1942.